# Qais Kazem Al Janabi
Qais Kazem Haj Al-Janabi ( 1 de julio de 1951) es un crítico, investigador y escritor iraquí, autor de numerosas obras, libros y artículos científicos y literarios. Comenzó a escribir en 1976.

## Estudios
Qais al-Janabi nació en el distrito de Jurf al-Sakhar, al norte de la gobernación de Babilonia, en el pueblo de al-Hujair. Estudió en la escuela secundaria para niños al-Musayyib y se graduó en el año académico 1971-1972. Obtuvo una licenciatura en lengua árabe de la Universidad de Basora - Facultad de Literatura, para el año académico 1975-1976.Obtuvo una maestría en documentos y manuscritos del Instituto de Historia Árabe, en su tesis (La élite de la alegría de Time in the Emirate of Makkah for the Kings of Bani Uthman) escrito por Jarallah Muhammad bin Abdulaziz Ibn Fahd . in Intellectual Heritage from the Institute of Arab History, por su disertación (The Impact of Poetry on the Recording of Historical Events during the era omeya), que se discutió en agosto de 2002.